# Jiddu Krishnamurti
Jiddu Krishnamurti (AFI:ˈdʒɪduːkrɪʃnəˈmuːrti, en télugu: జిడ్డు కృష్ణమూర్తి, IAST: Jiddū Kṛṣṇamūrti; Madanapalle, Andhra Pradesh, 11 de mayo de 1895–Ojai, California, 17 de febrero de 1986), fue un conocido pensador y orador en materia filosófica y espiritual indio. Sus principales temas incluían la revolución psicológica, el propósito de la meditación, las relaciones humanas, la naturaleza de la mente y la división psicológica entre el observador y lo observado, entre otros temas.
Krishnamurti nació en la ciudad de Madanapalle, actual estado moderno de Andhra Pradesh, al sur de la India británica. Dada la Independencia de la India tuvo que elegir entre la nacionalidad británica o la india. Eligió esta última, lo cual le trajo muchos inconvenientes, según sus propias palabras. A principios de la adolescencia conoció casualmente al ocultista y teósofo Charles Webster Leadbeater en las playas privadas del centro de la Sociedad Teosófica de Adyar en Madrás, India. Posteriormente fue adoptado y criado bajo la tutela de Annie Besant y C.W. Leadbeater, líderes de la Sociedad en ese momento, que creyeron ver en él el "vehículo" para un esperado Maestro del Mundo. A los pocos años y aun siendo joven, Krishnamurti rechazó esta idea y disolvió la Orden de la Estrella, una organización que se había establecido para apoyarle como futuro Mesías.
Krishnamurti dijo entonces que no tenía lealtad a ninguna nacionalidad, casta, religión o filosofía, y pasó el resto de su vida viajando por el mundo, hablando con grupos grandes y pequeños, así como individualmente con personas interesadas. Escribió muchos libros, entre otros: La libertad primera y última libertad, La única revolución y Las notas de Krishnamurti. Krishnamurti, según sus biógrafos, no escribió de puño y letra La Libertad Primera y Última, sino que es una compilación temática de sus conferencias de los años '55 (aprox). Según sus propias palabras,el título no tiene un sentido especial sino que lo eligió el editor. Consta de dos partes. La primera, de más o menos largos trozos de conferencias (nunca entradas extensas), y la segunda, (en su mayoría) de breves preguntas y respuestas. A la edad de 90 años dio una conferencia en la ONU acerca de la paz y la conciencia, y recibió la Medalla de la Paz de la ONU en 1984. Su última conferencia fue dada un mes antes de su muerte en 1986, en su casa en Ojai, California. Su última conferencia la dio en la India, Madrás 1985. Hacia 1986 estaba en California pero gravemente enfermo. Sus partidarios más fervientes siguen trabajando a través de fundaciones sin fines de lucro en India, Gran Bretaña, Latinoamérica, y Estados Unidos. Supervisan varias escuelas fundadas por J. Krishnamurti, que dependen de las Fundaciones, basadas en los puntos de vista de Krishnamurti sobre la educación. También las Fundaciones continúan transcribiendo y distribuyendo sus miles de charlas, discusiones en grupo e individuales y sus escritos. Todo ello mediante el uso de una gran variedad de formatos e idiomas.
Las escuelas se fundaron en la India, Inglaterra y Estados Unidos; y tradujeron a varios idiomas muchos de sus discursos publicándolos en formato de libros. Esas escuelas (algunas de nivel elemental en la India y de nivel medio en Inglaterra) se fundaron en vida de Krishnamurti, con su aprobación, dirección y apoyo; además, constantemente las visitaba. Mantenía correspondencia con ellas de manera periódica. Esas instrucciones fueron publicadas por la editorial Edhasa (España) con el nombre de "Cartas a las escuelas" (en dos tomos). Todos los años se publicaban las conferencias del año anterior en vida de Krishnamurti. Según su biógrafa (Mary Lutyens) él mismo revisaba los escritos antes de ser publicados. Los primeros libros se publicaron como "verbatim report" o "Talks by Krishnamurti year..." sin un título específico. Años más tarde los editores les pusieron títulos evocadores como La Libertad Primera y Última, etc. Hay una decena de libros que fueron escritos o dictados a un grabador cuando su pulso ya estaba deteriorado por los años. Entre ellos no se encuentra La Libertad Primera y Última. Este realmente consiste en una recopilación de fragmentos de sus conferencias. Además de las mencionadas Cartas a las Escuelas, fueron escritos de su puño y letra "Comentarios sobre el vivir" (tres tomos) y los Diarios (también en tres tomos).
Debido a habituales malentendidos, es importante recordar que Krishnamurti no estaba relacionado con su contemporáneo U. G. Krishnamurti (1918–2007), aunque los dos hombres se dedicaran a intentar divulgar sabiduría espiritual y tuvieran varios encuentros personales.

## Biografía

### Nacimiento e infancia
Jiddu Krishnamurti procedía de una familia telugú La fecha de nacimiento de Krishnamurti es un tema de disputa. Mary Lutyens determina que es el 12 de mayo de 1895, pero Christine Williams señala la falta de fiabilidad de los registros de nacimientos en ese período y que existen declaraciones que afirman fechas que van del 4 de mayo de 1895 al 25 de mayo de 1896. Utilizó cálculos basados en un horóscopo publicado para obtener la fecha del 11 de mayo de 1895, pero "conserva un cierto escepticismo" al respecto. Su lugar de nacimiento fue el pequeño pueblo de Madanapalle, pueblo situado a 250 kilómetros al norte de Madrás (moderno Distrito de Chittoor en Andhra Pradesh ). Su padre, Jiddu Narianiah, graduado en la Universidad de Madrás y empleado del departamento de rédito inglés, alcanzó la posición de colector de renta y magistrado del distrito. Krishnamurti le tenía cariño a su madre Jiddu Sanjeevamma, quien murió en Kadapa cuando él tenía diez años. Sus padres, estrictos vegetarianos, eran primos segundos. Tuvieron un total de once hijos, de los cuales seis sobrevivieron a la infancia.
En 1903, su familia se muda a Kadapa, donde Krishnamurti había contraído malaria durante una estadía anterior. Sufriría episodios recurrentes de la enfermedad durante muchos años. Krishnamurti era un niño sensible y enfermizo, decían también que "vago y soñador". A menudo, lo consideraban discapacitado intelectualmente y sus maestros y su padre lo golpeaban regularmente. En las memorias escritas cuando tenía dieciocho años, Krishnamurti describió experiencias psíquicas en esa época, como ver a su hermana, que había muerto en 1904, a la edad de 20 años, y a su madre, que falleció un año después. En esas memorias, describe a su madre como "hasta cierto punto psíquica", ya que ella mantenía conversaciones con su hija muerta al igual que el propio Krishnamurti, quien lo manifestó en diversas ocasiones. Krishnamurti afirma explícitamente: "Puedo decir que vi a mi madre después de que ella muriera".
Durante su infancia desarrolló un vínculo con la naturaleza que debía permanecer con él el resto de su vida.
El padre de Krishnamurti, "Narayaniah, a pesar de ser un Brahamanico Ortodoxo, se hizo miembro de la Sociedad Teosófica en 1906 (la teosofía abraza todas las religiones):". Al retirarse a fines de 1907 y tener escasos recursos, buscó empleo y le escribe a Annie Besant, quien en esa época era la líder del movimiento en la India, recomendándose como vigilante de 260 acres que la Sociedad Teosófica poseía en el estado de Adyar. Él tenía cuatro hijos varones y Annie Besant pensó que podrían distraerle de sus labores; continúa con sus solicitudes de empleo hasta que finalmente fue aceptado como un asistente de la Secretaría de la Sección Esotérica. Jiddu Narianiah, sus cuatro hijos y un sobrino se mudaron el 23 de enero de 1909 a vivir en una pequeña cabaña ubicada a las afueras del complejo de la sociedad.

### Descubrimiento como "Vehículo del Maestro del Mundo"
En abril de 1909, Charles Webster Leadbeater conoció a Krishnamurti, en la playa de la Sociedad, en el río Adyar, y quedó asombrado por el "aura más maravillosa que había visto, sin una partícula de egoísmo" y lo reconoció como un líder espiritual en potencia, estaba convencido de que el niño se convertiría en un maestro espiritual y un gran orador; el probable "vehículo para el Señor Maitreya " en la doctrina teosófica, una entidad espiritual avanzada que aparece periódicamente en la Tierra como maestro mundial para guiar la evolución de la humanidad.
Tras su descubrimiento por Leadbeater, Krishnamurti fue nutrido por la Sociedad Teosófica en Adyar. Leadbeater y un pequeño número de asociados de confianza emprendieron la tarea de educar, proteger y, en general, preparar a Krishnamurti como el "vehículo" del esperado Maestro del Mundo. Krishnamurti (a menudo más tarde llamado Krishnaji ) y su hermano menor Nityananda ( Nitya ) fueron instruidos en privado en el complejo Teosófico en Madras, y luego expuestos a una vida comparativamente opulenta entre un segmento de la alta sociedad europea mientras continuaban su educación en el extranjero. A pesar de su historial de problemas con el trabajo escolar y las preocupaciones sobre sus capacidades y condición física, Krishnamurti, de 14 años, pudo hablar y escribir de manera competente en inglés en seis meses. Lutyens dice que más tarde llegó a ver su "descubrimiento" como un evento que le salvó la vida a Krishnamurti. Cuando se le preguntó posteriormente acerca de qué le habría sucedido si Leadbeater no lo hubiera "descubierto", respondió sin vacilar: "habría muerto".
En 1911, la Sociedad Teosófica estableció la Orden de la Estrella. Esta organización tenía que encargarse de preparar la Tierra para la pronta aparición del Maestro del mundo. Krishnamurti fue nombrado su jefe, con teósofos de alto rango asignados a otras labores. La membresía estaba abierta a cualquiera que aceptara la doctrina del Maestro del mundo. Pronto surgió la controversia, tanto dentro de la Sociedad Teosófica como fuera de ella, en los círculos hindúes y en la prensa india.
Durante este tiempo, Krishnamurti había desarrollado un fuerte vínculo con Annie Besant y llegó a verla como una madre sustituta. Su padre, que inicialmente había dado su consentimiento a la tutela legal de Besant de Krishnamurti, fue empujado a un segundo plano por el remolino de atención alrededor de su hijo. En 1912 demandó a Besant para anular el acuerdo de tutela. Después de una prolongada batalla legal, Besant tomó la custodia de Krishnamurti y Nitya. Como resultado de esta separación de la familia y el hogar, Krishnamurti y su hermano (cuya relación siempre había sido muy cercana) se volvieron más dependientes el uno del otro, y en los años siguientes a menudo viajaban juntos.

### Influencia de Leadbeater
Este descubrimiento de Charles Webster Leadbeater crea algunos problemas con Hubert van Hook (n. 1896), hijo del Dr Weller van Hook, un cirujano de Chicago, y el secretario general de la Sociedad Teosófica de los Estados Unidos. Hubert también fue elegido por Charles Webster Leadbeater y fue llevado a la India para entrenamiento especial. Cuando encontraron a Krishnamurti, Hubert fue apartado.
Leadbeater tenía reputación de estar demasiado a menudo acompañado de adolescentes. Hecho que fue negado vehementemente por Annie Besant. El chisme terminó en escándalo en 1906 y Leadbeater debió dejar la Sociedad Teosófica. Posteriormente fue reincorporado por votación.
Hubert y la Sra. Van Hook, su madre, también llegaron a Adyar y se instalaron ahí por algún tiempo.

### Separación del padre
Krishna, o Krishnaji, como era conocido, y su hermano Nitya fueron educados por la Sociedad Teosófica. Posteriormente fueron llevados a Inglaterra para completar su educación. Su padre, impulsado por el afecto que sentía hacia él, disputó la custodia de su hijo. Como resultado de este pleito, fue separado del cargo en la sociedad. Krishna y su hermano siguieron viajando por el mundo.

### El proceso
En 1922 le deparaba un gran vuelco. Ese año viaja junto a su hermano Nitya a Estados Unidos, hasta una propiedad de la organización ubicada cerca de Santa Bárbara, California. Allí "Krishnamurti iba a sumergirse en el intenso despertar espiritual que cambió el curso de su vida".

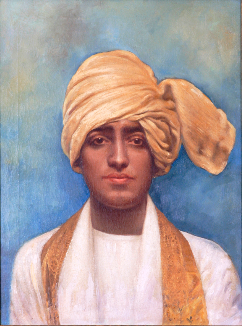
Krishnamurti por Tomás Povedano.

Este despertar espiritual es presenciado y testimoniado por Nitya, quien describe que su hermano padecía fuertes dolores, se desmayaba, llamaba en lengua nativa a su madre, pedía que lo llevaran al bosque de la India y hablaba de la presencia de seres poderosos. Nitya afirma que era evidente un vaciado de la conciencia de Krishnamurti, junto a momentos en que sentía una gran presencia.
«El 17 de agosto sentí un dolor agudo en la base de la nuca y tuve que reducir mi meditación a quince minutos. El dolor, en vez de mejorar como había esperado, empeoró. El clímax fue alcanzado el día 19. Yo no podía pensar, no era capaz de hacer nada, y mis amigos me obligaron a permanecer en cama. Luego quedé casi inconsciente, aunque me daba cuenta muy bien de lo que sucedía a mi alrededor. Volvía en mí diariamente cerca del mediodía. Ese primer día, mientras estaba en tal estado y más consciente de las cosas que me rodeaban, tuve la primera y más extraordinaria experiencia. Había un hombre reparando la carretera; ese hombre era yo mismo, yo era el pico que él sostenía, la piedra misma que él estaba rompiendo era parte de mí, la tierna hoja de hierba era mi propio ser y el árbol junto al hombre era yo. Casi podía sentir y pensar como el hombre que reparaba la carretera, podía sentir el viento pasando a través del árbol, y la pequeña hormiga sobre la hojita de pasto. Los pájaros, el polvo, y el mismo ruido eran parte de mí. Justo en ese momento pasaba un auto a cierta distancia; yo era el conductor, la máquina y las llantas. Conforme el auto se alejaba, yo también me alejaba de mí mismo. Yo estaba en todas las cosas o, más bien, todas las cosas estaban en mí, las inanimadas como las animadas, las montañas, el gusano y toda cosa viviente», describirá Krishnamurti más tarde.

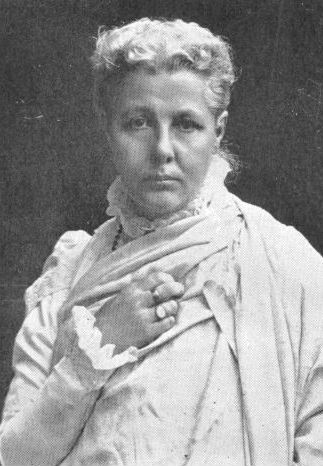
Annie Besant en 1897.

Hacia el fin de sus terribles dolores, sostiene haber tenido visiones del Buda, de Maitreya y de otros maestros de la jerarquía oculta, según aseguraba Nitya en una carta a Annie Besant.
«El proceso de Krishna ha dado ahora un definitivo paso adelante. La otra noche (...) todos sentimos un gran embate de poder en la casa, (...) Krishna vio al Señor y al Maestro; pienso que también vio la Estrella brillando afuera esa noche, porque todos nosotros experimentamos una intensa sensación de reverente temor (...). Después Krishnamurti me dijo que la corriente comenzó como de costumbre en la base de su espina dorsal y alcanzó la base posterior de su cuello, luego una parte pasó al lado izquierdo y la otra al lado derecho de la cabeza, y por fin se encontraron ambas en la frente; Cuando se encontraron, desde su frente surgió una llama. Ese es el desnudo resumen de lo que ocurrió; ninguno de nosotros sabe lo que ello significa, pero el poder era tan inmenso esa noche, que parece señalar una etapa definitiva. Presumo que debe significar la apertura del tercer ojo».
La descripción de Nitya coincide con la que los textos hindúes hacen de la Kundalini. Esta fuerza sería energía en estado de liberación. Krishnamurti dirá que ese "proceso" y otros que experimenta en años siguientes, le facilitan convertirse en el canal para alguna poderosa fuerza. Esa fuerza sería la fuente de su posterior enseñanza.
Como futuro instructor del mundo mantenía una agenda de viajes a diferentes países, particularmente vinculada con convenciones de la Sociedad Teosófica. En estas actividades, se hacía acompañar por su hermano. Sin embargo, el destino no quería darle paz; el 13 de noviembre de 1925, en medio de una tempestad, sobrevino la muerte de Nitya.
Krishnamurti quedó destrozado; sollozaba, gemía y lloraba a gritos por su hermano. Con su madre muerta, exiliado de su padre y demás hermanos a quienes no había vuelto a ver, su pequeño Nitya había sido su única familia y su querido compañero.
Pero no era sólo esa la fuente de su desesperación. También había puesto la vida de su hermano en manos de los grandes maestros espirituales Maitreya y el Buda, ante quienes consideraba tener acceso directo a través de prácticas esotéricas junto a Mrs. Besant y Mr. Leadbeater. Más aún, ellos mismos, que también afirmaban tener acceso a esos planos del espíritu, habían asignado a Nitya a un papel de acompañante en el trayecto del futuro mesías.
Todo esto hace desmoronar como un castillo de naipes sus creencias de acceso a las predicciones de sucesos futuros, y sobre el propio destino mesiánico que le había asignado la Sociedad Teosófica. Su fe en los maestros y en la jerarquía oculta experimenta en ese momento una revolución total.

### Ruptura con el pasado
En los años siguientes, la nueva visión y conciencia de Krishnamurti continuaron desarrollándose. Nuevos conceptos aparecieron en sus charlas, discusiones y correspondencia junto con un vocabulario en evolución que fue progresivamente liberado de terminología teosófica. Su nueva dirección alcanzó un clímax en 1929, cuando rechazó los intentos de Leadbeater y Besant para continuar con la Orden de la Estrella.
Krishnamurti disolvió la Orden durante el OSE | Star Camp anual en Ommen, Países Bajos, el 3 de agosto de 1929. Dijo que había tomado su decisión después de "una cuidadosa reflexión" durante los dos años anteriores. Eso le llevó a afirmar, en su célebre discurso de disolución de la Orden de la Estrella:
"Sostengo que la verdad es una tierra sin caminos, y no se puede abordar por ningún camino, por ninguna religión, por ninguna secta. Ese es mi punto de vista, y me adhiero a eso de manera absoluta e incondicional. La verdad, siendo ilimitada, incondicionada, inaccesible por cualquier camino, no puede ser organizada; ni se debe formar ninguna organización para guiar o coaccionar a las personas a lo largo de un camino particular. ... Esta no es una obra magnífica, porque no quiero seguidores, y lo digo en serio. En el momento en que sigues a alguien, dejas de seguir la Verdad. No me preocupa si prestas atención a lo que digo o no. Quiero hacer algo en el mundo y lo haré con una convicción inquebrantable. Me preocupa una sola cosa esencial: liberar al hombre. Deseo liberarlo de todas las jaulas, de todos los miedos y no fundar religiones, nuevas sectas, ni establecer nuevas teorías ni tampoco nuevas filosofías."

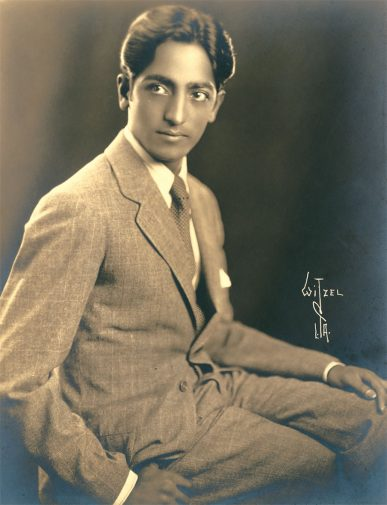
Krishnamurti a principios de los años 20.

Después de la disolución, prominentes teósofos se volvieron contra Krishnamurti, incluido Leadbeater, de quien se dice que dijo: "la venida ha salido mal". Krishnamurti había denunciado todas las creencias organizadas, la noción de gurús, y toda relación maestro-discípulo, prometiendo en cambio trabajar para liberar a las personas para que sean: "absolutamente e incondicionalmente libres". No hay ningún registro en el que niegue explícitamente que él fuera el Maestro del Mundo; cada vez que le pidieron que aclarara su posición, o bien afirmaba que el asunto era irrelevante o dio respuestas que, como hemos dicho, eran "deliberadamente vagas".
En retrospectiva, se puede ver que los cambios en la evolución de su perspectiva habían comenzado antes de la disolución de la Orden de la Estrella. Las sutilezas de sus nuevos planteamientos sobre el tema del Maestro Mundial fueron abandonados por muchos de sus admiradores, desconcertados y angustiados por los cambios de perspectiva, de vocabulario y de discurso por parte de Krishnamurti. Entre ellos encontramos a Besant y Mary Lutyens, madre Emily, que tuvo una relación muy cercana con él. Pronto se separó de la Sociedad Teosófica, de sus enseñanzas y de sus prácticas.

### "Crear un mundo nuevo"
A continuación se muestra parte de un texto extraído de un diario de Krishnamurti titulado El libro de la vida, en el que se resume en gran medida el motivo que principalmente impulsó a Krishnamurti a difundir su mensaje por todo el mundo: el deseo de liberar al hombre y al mundo.

If you have to create a new world, a new civilization, a new art, everything new, not contaminated by tradition, by fear, by ambitions, if you have to create something anonymous which is yours and mine, a new society, together, in which there is not you and me but an “ourness,” must there not be a mind that is completely anonymous, therefore alone? This implies, does it not, that there must be a revolt against conformity, a revolt against respectability, because the respectable man is the mediocre man because he wants something, he is dependent on influence for his happiness, on what his neighbor thinks, on what his guru thinks, on what the Bhagavad-Gita or the Upanishads or the Bible or the Christ says. His mind is never alone. He never walks alone, but he always walks with a companion, the companion of this ideas.
 

Is it not important to find out, to see, the whole significance of interference, of influence, the establishment of the “me,” which is the contradiction of the anonymous? Seeing the whole of that, does not the question inevitably arise: Is it possible immediately to bring about that state of mind which is not influenced, which cannot be influenced by its own experience or by the experience of others, a mind which is incorruptible, which is alone? Then only is there a possibility of bringing about a different world, a different culture, a different society in which happiness is possible.
Si hemos de crear un mundo nuevo, una nueva civilización, un arte nuevo, no contaminado por la tradición, el miedo, las ambiciones, si hemos de originar juntos una nueva sociedad en la que no existan el «tú» y el «yo», sino lo nuestro, ¿no tiene que haber una mente que sea por completo anónima y que, por lo tanto, esté creativamente sola? Esto implica, ¿no es así?, que tiene que haber una rebelión contra el conformismo, contra la respetabilidad, porque el hombre respetable es el hombre mediocre, debido a que siempre desea algo; porque su felicidad depende de la influencia, o de lo que piensa su prójimo, su gurú, de lo que dice el Bhagavad Gita o los Upanishads o la Biblia o Cristo. Su mente jamás está sola. Ese hombre nunca camina solo, sino que siempre lo hace con un acompañante, el acompañante de sus ideas.

¿No es, acaso, importante descubrir, ver todo el significado de la interferencia, de la influencia, ver la afirmación del «yo», que es lo opuesto de lo anónimo? Viendo todo eso, surge inevitablemente la pregunta: ¿Es posible originar de inmediato ese estado de la mente libre de influencias, el cual no puede ser afectado por su propia experiencia ni por la experiencia de otros, ese estado de la mente incorruptible, sola? Únicamente entonces es posible dar origen a un mundo diferente, a una cultura y una sociedad diferentes donde puede existir la felicidad.
6 de diciembre
El libro de la vida, meditaciones diarias (1995)
Jiddu Krishnamurti.

### Siguientes Años
Desde 1930 hasta 1944 Krishnamurti ofreció conferencias en Europa, Latinoamérica, India, Australia y Estados Unidos. En 1933 fueron remarcables sus conferencias en Argentina, donde su presencia tuvo una amplia repercusión y fuese recordado su debate con Monseñor Franchetti en la explanada de la Facultad de Derecho en Buenos Aires, ante la asistencia de más de cuatro mil estudiantes. Posteriormente, tras una exitosa gira por varios países latinoamericanos y ya para julio de 1936, Krishnamurti tenía fechas organizadas para su primera visita a España, pero el estallido de la guerra civil española produjo que tuviera que cancelarlas.  
En 1938 Krishnamurti conoció a Aldous Huxley. Ambos iniciaron una amistad que duró años y en la que pusieron énfasis sobre los peligros del nacionalismo en Europa. La actitud pacifista de Krishnamurti durante la II Guerra Mundial produjo que, dada su condición de extranjero, se le invitara en los Estados Unidos a evitar los comentarios públicos sobre su visión del mundo mientras durara el conflicto.
Al acabar la contienda mundial Krishnamurti regresó a sus actividades públicas y a visitar la India, donde figuras importantes de la política, la religión y las ciencias se interesaron por su presencia y enseñanzas, tal como el propio primer ministro Jawaharlal Nehru.

Notas escritas en el diario de Krishnamurti.
En 1961 Krishnamurti, empezó a llevar un registro diario de sus percepciones y estados de consciencia. Como nota característica se observa que al escribir su diario se refiere a sí mismo en tercera persona:
"Sólo recientemente descubrió él que no había un solo pensamiento durante estos largos paseos....Siempre había sido así desde niño: ningún pensamiento penetraba en su mente. El observaba y escuchaba nada más. Nunca surgía el pensamiento con todas sus asociaciones. No había formación de imágenes. De pronto un día se dio cuenta de lo extraordinario que eso era; a menudo intentaba pensar sin que acudiera pensamiento alguno. En estos paseos con gente o sin ella, había ausencia de todo movimiento del pensar.
Él siempre tuvo esa extraña falta de distancia entre él mismo y los árboles, los ríos y las montañas. No era algo cultivado; no se puede cultivar una cosa como esa. Jamás hubo un muro entre él y otro ser humano. Lo que ellos le hacían, lo que le decían, jamás parecía herirlo; ni tampoco le afectaba el halago. De algún modo permanecía totalmente ileso. No era un retraído ni un solitario, sino que era como las aguas de un río. Tenía muy pocos pensamientos, y cuando estaba solo, ningún pensamiento en absoluto..."

### Últimos Años
Krishnamurti continuó ofreciendo charlas y debates alrededor del mundo, contactando con pensadores y científicos como el físico David Bohm, el reconocido Fritjof Capra, el biólogo Rupert Sheldrake o el psiquiatra David Shainberg.
La creación de escuelas para divulgar su visión de la vida y de la educación halló respuesta en la India, Inglaterra y en los Estados Unidos.
En 1984 y 1985, Krishnamurti fue invitado para hablar en Naciones Unidas, donde expresó su análisis de que mientras la humanidad estuviera dividida en naciones nunca habría paz en el mundo. 
En estas tres décadas comprendidas entre los años 50s y mediados 80s, hasta su fallecimiento en 1986, Krishnamurti alcanzó notoriedad como pensador más allá de creencias, religiones y opciones políticas.
Su legado puede encontrarse en sus libros y videos, que son en su mayoría compendios de sus charlas y debates, en los que Krishnamurti se centra en el cese de la actividad mental como pensamiento para llegar así a estados de vacuidad y de observación en los que no exista la identificación.
En dichos estados advendría, sin ninguna acción de búsqueda, la sensibilidad y captación de los instantes de vida sin interferencia de la mente, y de ahí a llevar una existencia armoniosa sin afán de logros, esto transformaría completamente al ser humano en su relación consigo mismo y con todo lo demás.
Pero para que ello sucediera debería cesar todo movimiento del pensar y todo proceso de identificación.